# Liguus
Liguus là một chi của ốc đất lớn nhiệt đới hít thở không khí, đặc biệt hơn là ốc sống trên cây, động vật thân mềm sống trên cạn trong họ Orthalicidae.
Những con ốc này đặc biệt đáng chú ý vì kích thước tương đối lớn của chúng, và vì vỏ thường có màu sắc rực rỡ, đôi khi có màu sắc phức tạp. Vì sức hấp dẫn của màu sắc vỏ ốc, vỏ sò các loài trong chi là mục tiêu của áp lực thu gom nặng - một vấn đề nghiêm trọng vì một số giống rất khan hiếm, và một số được cho là đã tuyệt chủng trong thế kỷ 20.

## Các loài

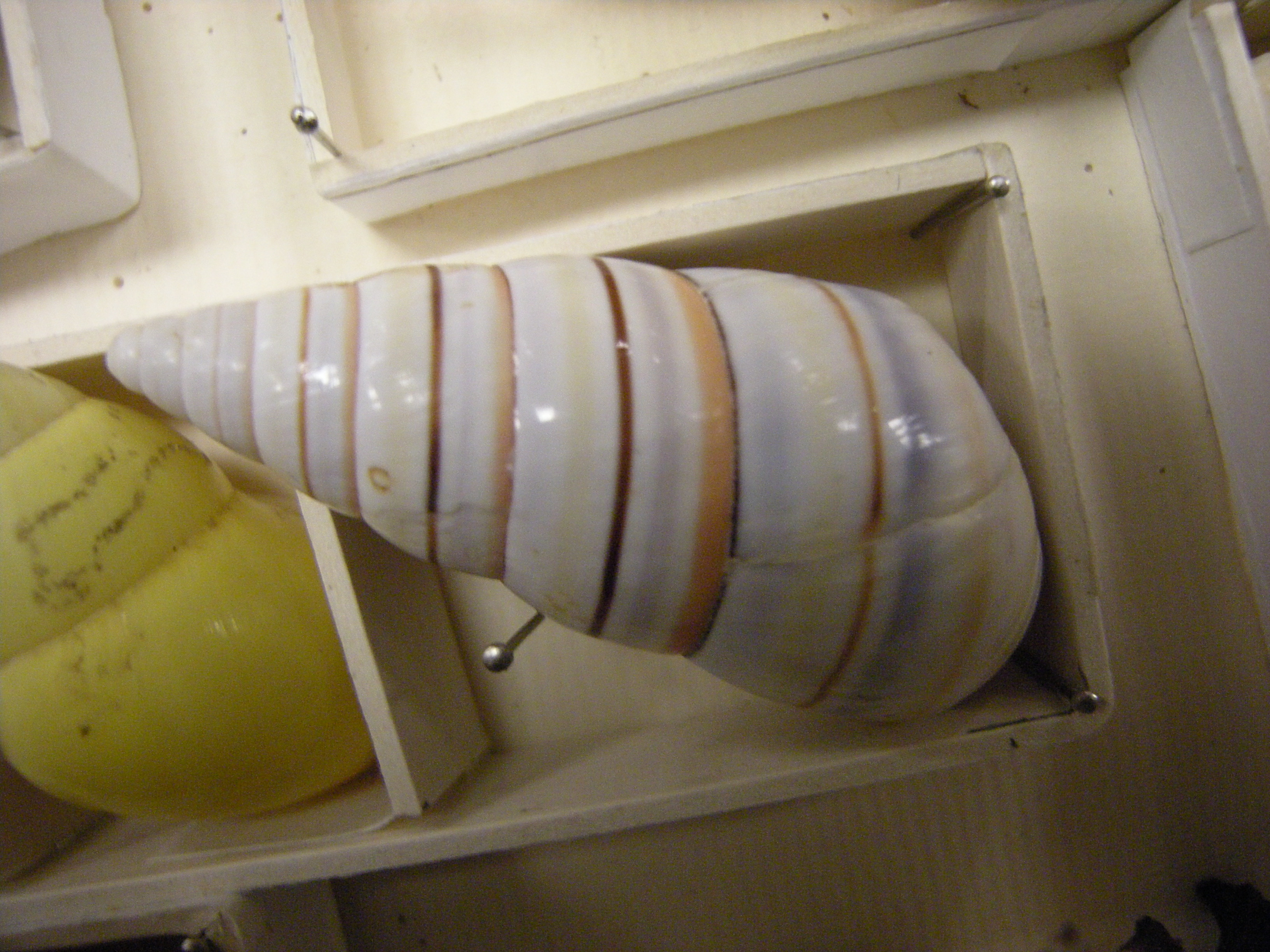
Vỏ Liguus virgineus

Có năm loài được công nhận trong chi Liguus:
- Liguus virgineus (Linnaeus, 1758) - type species of the genus Liguus
- Liguus blainianus (Poey, 1851)[10]
- Liguus fasciatus (Müller, 1774)[10]
- Liguus flammellus Clench, 1934[10]
- Liguus vittatus (Swainson, 1822)[10]